# Hemiolaus cobaltina

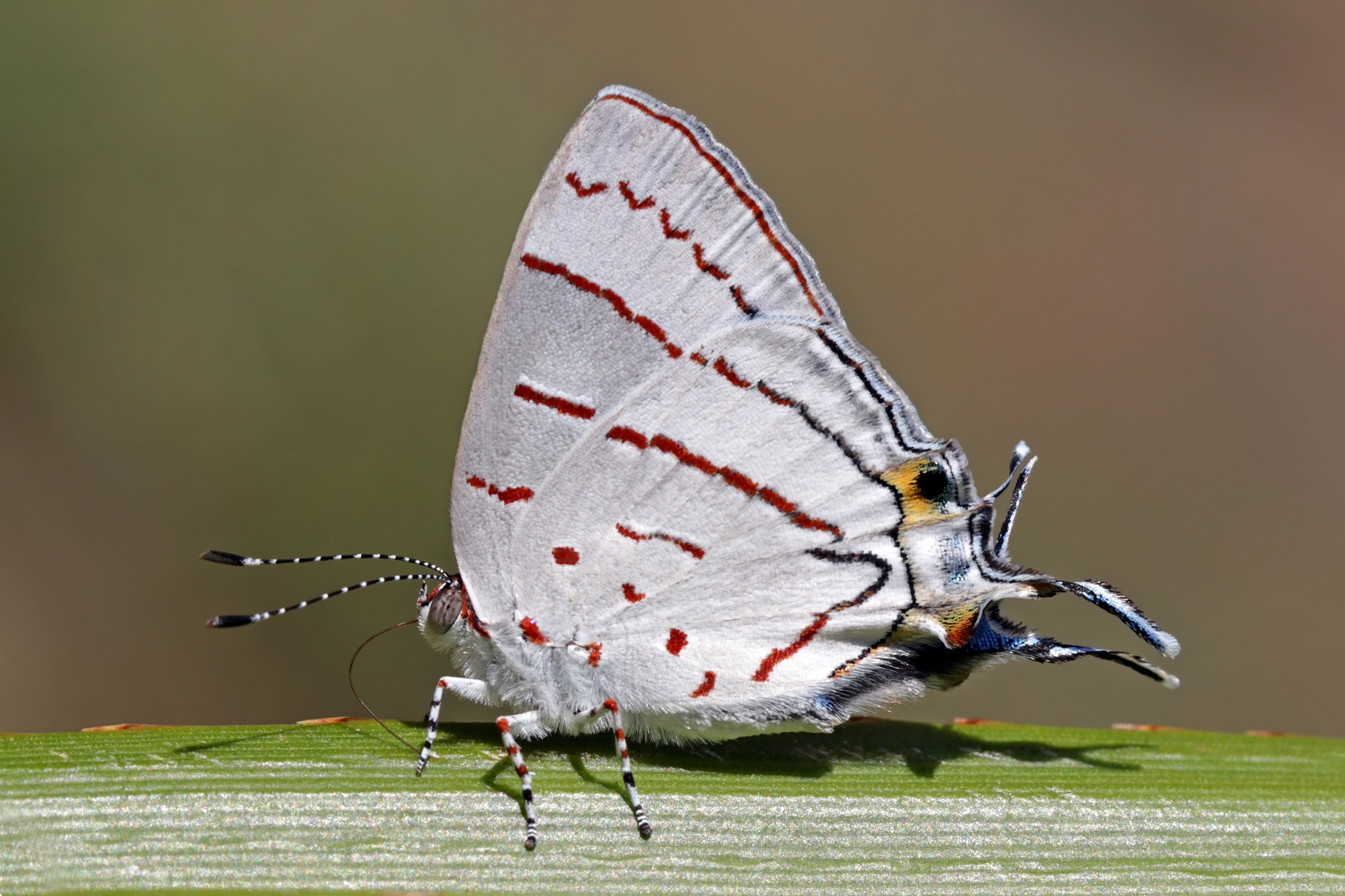
Hemiolaus cobaltina

Hemiolaus cobaltina is een vlinder uit de familie van de Lycaenidae. De wetenschappelijke naam van de soort is voor het eerst gepubliceerd in 1899 door Per Olof Christopher Aurivillius.
De soort komt voor in Madagaskar.